# Station Fredensborg
Station Fredensborg is een station in Fredensborg in de gelijknamige Deense gemeente Fredensborg. Het station wordt bediend door treinen van de lijn Hillerød - Snekkersten - Helsingør (de Lille Nord), die sinds 2015 geëxploiteerd wordt door het particuliere fusiebedrijf Lokaltog A/S.
In het station is een koninklijke wachtkamer aanwezig. In de jaren 90 werd de kamer gerenoveerd door een lokale spoorwegvereniging. De wachtruimte wordt nog gebruikt als verzamelpunt voor nieuwe ambassadeurs voordat ze op Fredensborg Slot worden voorgesteld aan de koningin.